# کارجات
کارجات (به انگلیسی: Karjat) یک منطقهٔ مسکونی در هند است که در بخش رایگاد واقع شده‌است.